# La Motte-du-Caire
La Motte-du-Caire é uma comuna francesa na região administrativa da Provença-Alpes-Costa Azul, no departamento dos Alpes da Alta Provença. Estende-se por uma área de 27,27 km². Em 2010 a comuna tinha 573 habitantes (densidade: 21 hab./km²).